# Cynthia
Cynthia és una comèdia americana de Robert Z. Leonard, estrenada el 1947.

## Argument
Cinta menor sobre una jove anomenada Cynthia que ha estat sempre delicada de salut. La idea de sortir amb un noi l'omplirà d'il·lusió, malgrat la reticència dels seus pares.
Elizabeth Taylor, nena prodigi de Hollywood, va protagonitzar aquesta pel·lícula amb quinze anys.

## Repartiment
- Elizabeth Taylor: Cynthia Bishop
- George Murphy: Larry Bishop
- S.Z. Sakall: Professor Rosenkrantz
- Mary Astor: Louise Bishop
- Gene Lockhart: Dr. Fred I. Jannings
- Spring Byington: Carrie Jannings
- Jimmy Lydon: Ricky Latham
- Scotty Beckett: Will Parker
- Carol Brannon: Fredonia Jannings
- Anna Q. Nilsson: Miss Brady, professora d'anglès
- Morris Ankrum: M. Phillips
- Kathleen Howard: Mac McQuillan, la infermera
- Shirley Johns: Stella Regan
- Barbara Challis: Alice
- Harlan Briggs: J.M. Dingle
- Will Wright: Gus Wood